# Pascal Humbert
Pour les articles homonymes, voir Humbert.
Pascal Humbert est un bassiste français actif au sein des groupes Passion Fodder (1985-1991) de Theo Hakola, puis 16 Horsepower (1992-2005) et Wovenhand (depuis 2008) de David Eugene Edwards ainsi que du duo Lilium qu'il a créé avec Jean-Yves Tola en 2000. Il forme également avec Bertrand Cantat — avec lequel il travaille depuis de nombreuses années — le groupe Détroit en 2013.

## Biographie
Le premier groupe de Pascal Humbert fut Tanit, formé à Paris au début des années 1980 avec Elsa Drezner et Thierry Bertomeu. Il fait la rencontre de Theo Hakola et part ensuite travailler aux États-Unis à Los Angeles avec lui au sein des Passion Fodder jusqu'en 1991. C'est dans cette ville qu'il fait la connaissance de David Eugene Edwards et fonde avec lui et Jean-Yves Tola les 16 Horsepower, groupe actif de 1992 à 2005. Il développe en parallèle un projet plus personnel avec Tola, nommé Lilium et créé en 2000 avec lequel il publie trois albums.
Après la séparation des 16 Horsepower en 2005, Pascal Humbert joue de manière indépendante, et au sein de Lilium, ou du groupe Santa Cruz souvent en tant que contrebassiste, puis finit par se rapprocher du nouveau groupe Wovenhand de David Eugene Edwards, formé avec Ordy Garrison, pour lequel il commence par jouer ponctuellement lors des tournées européennes avant de l'intégrer en 2008 et de participer dès lors aux albums.
Le 16 mars 2011, le quotidien 20 minutes annonce dans son édition suisse que Bertrand Cantat, ancien membre du groupe Noir Désir, est sur le point de reformer un groupe avec Pascal Humbert ou à tout le moins de travailler avec lui, information qui sera confirmée l'année suivante avec l'enregistrement d'un album prévu pour septembre 2013,. 
Le 5 avril 2011, The Gazette, un quotidien de Montréal, annonce que Bertrand Cantat et lui ont écrit la musique du spectacle de Wajdi Mouawad Le Cycle des Femmes : trois histoires de Sophocle qui sera présenté lors du Festival d'Avignon puis au Québec au Théâtre du Nouveau Monde,. Il assure toutes les représentations sur scènes lors des tournées de la pièce et publie l'album de la musique de scène intitulé Chœurs avec Bertrand Cantat, Bernard Falaise, et Alexander MacSween en décembre 2011.
La collaboration avec Bertrand Cantat se concrétise avec la formation officielle du groupe Détroit dont le premier album, Horizons, parait en novembre 2013 quelques semaines après la publication de la chanson extraite Droit dans le soleil,.
En 2016, Pascal Humbert compose la bande-originale du film Les Premiers, les Derniers de Bouli Lanners, puis collabore à nouveau, en 2017-2018, avec Bertrand Cantat sur l'album Amor Fati.
En 2019, Pascal Humbert écrit les musiques originales du spectacle Mort prématurée d’un chanteur populaire dans la force de l’âge d'Arthur H et Wajdi Mouawad présenté au Théâtre de la Colline.

## Discographie
Avec Tanit
- 1983 : Can an Actor Bleed (EP)
- 1984 : To Alaska (EP)
- 2007 : 1981 — 1985 (compilation)

Avec Passion Fodder
- 1985 : Hard Words from a Soft Mouth
- 1986 : Fat Tuesday
- 1987 : Love, Waltzes and Anarchy
- 1989 : Woke Up This Morning...
- 1991 : What Fresh Hell Is This?
- 1998 : 1985 – 1991 And Bleed That River Dry (compilation)

Avec 16 Horsepower
- 1996 : Sackcloth 'n' Ashes
- 1997 : Low Estate
- 2000 : Secret South
- 2001 : Nobody 'Cept You (EP)
- 2001 : Hoarse (live)
- 2002 : Folklore
- 2003 : Olden (3 sessions live)
- 2008 : Live March 2001 (live)
- 2011 : Yours Truly (compilation)

Avec Lilium
- 2000 : Transmission of All the Good-Byes
- 2003 : Short Stories
- 2010 : Felt

Avec Wovenhand
- 2008 : Ten Stones
- 2010 : The Threshingfloor
- 2012 : Live at Roepaen (live CD + DVD)

Avec Bertrand Cantat puis Détroit
- 2011 : Chœurs
- 2013 : Horizons
- 2017 : Amor fati
- 2024: L’Angle

Autres collaborations
- Avec Theo Hakola pour ses albums Hunger of a Thin Man (1993) et The Confession (1995)
- Avec Rob Ellis et John Parish pour Little Scratches
- Avec Bruno Green pour l'album God's Country
- Avec Colin Chloé, pour l'album Au ciel (2014)

Musiques pour le cinéma
- BOFs de La Cage (2002) et de L'Été indien (2007) d'Alain Raoust[3]
- Compositeur de la BOF de Les Premiers, les Derniers (2016) de Bouli Lanners
- Compositeur de la BOF de Marche ou crève (2018) de Margaux Bonhomme